# Łukaszowice
Łukaszowice – wieś w Polsce położona w województwie dolnośląskim, w powiecie wrocławskim, w gminie Siechnice. 
W latach 1975–1998 miejscowość administracyjnie należała do województwa wrocławskiego.